# Olympique Lyonnais 2018-2019
Questa voce raccoglie le informazioni riguardanti l'Olympique Lyonnais nelle competizioni ufficiali della stagione 2018-2019.

## Stagione
La stagione del Lione si apre con la vittoria per 2-0 in casa contro l'Amiens, cui fanno seguito risultati altalenanti, fino all'esordio in Champions League dove espugna l'Etihad Stadium, battendo il Manchester City per 2-1. Il 12 dicembre, grazie al pareggio esterno per 1-1 contro lo Šachtar, il Lione si qualifica alla fase a eliminazione diretta della Champions League, proprio a discapito degli ucraini. Il 19 dicembre il Lione supera gli ottavi di finale di coppa di lega battendo a domicilio l'Amiens per 3-2. Il 22 dicembre si conclude il girone di andata del Lione con il pareggio esterno per 1-1 col Montpellier e la squadra impegnata nella lotta per il secondo posto. Il 5 gennaio, grazie alla vittoria a domicilio per 2-0 sul Bourges Foot, la squadra di Génésio supera i trentaduesimi di finale di Coppa di Francia. L'8 gennaio, in virtù della sconfitta interna per 1-2 subita dallo Strasburgo, l'OL viene eliminato dalla Coppa di Lega. Il 24 gennaio il Lione approda agli ottavi di Coppa di Francia battendo fuori casa 2-0 l'Amiens. Il 7 febbraio, grazie alla vittoria esterna per 2-1 sul campo del Guingamp, i lionesi superano anche gli ottavi di finali della coppa nazionale. Venti giorni dopo è il Caen a essere eliminato per mano dell'OL dalla competizione, 3-1 il risultato finale. Il 13 marzo il Lione è eliminato agli ottavi di finale della Champions League dopo aver perso per 5-1 al Camp Nou contro il Barcellona nella sfida di ritorno, vanificando così lo 0-0 ottenuto all'andata. Il 2 aprile il Lione viene sconfitto in casa dal Rennes 2-3, perdendo così la possibilità di approdare in finale di Coppa di Francia.

## Maglie e sponsor
| Casa | Trasferta | Terza Divisa |

## Rosa
| N. |                            | Ruolo | Calciatore              |
| -- | -------------------------- | ----- | ----------------------- |
| 1  | Portogallo (bandiera)      | P     | Anthony Lopes           |
| 2  | Francia (bandiera)         | D     | Mapou Yanga-Mbiwa       |
| 4  | Brasile (bandiera)         | D     | Rafael                  |
| 5  | Belgio (bandiera)          | D     | Jason Denayer           |
| 6  | Brasile (bandiera)         | D     | Marcelo (vice capitano) |
| 7  | Francia (bandiera)         | A     | Martin Terrier          |
| 8  | Francia (bandiera)         | C     | Houssem Aouar           |
| 9  | Rep. Dominicana (bandiera) | A     | Mariano Diaz            |
| 9  | Francia (bandiera)         | A     | Moussa Dembélé          |
| 10 | Burkina Faso (bandiera)    | A     | Bertrand Traoré         |
| 11 | Paesi Bassi (bandiera)     | A     | Memphis Depay           |
| 12 | Francia (bandiera)         | C     | Jordan Ferri            |
| 13 | Senegal (bandiera)         | C     | Ousseynou Ndiaye        |
| 14 | Francia (bandiera)         | D     | Léo Dubois              |
| 15 | Francia (bandiera)         | D     | Jérémy Morel            |
| 16 | Svizzera (bandiera)        | P     | Anthony Racioppi        |

| N. |                           | Ruolo | Calciatore                  |
| -- | ------------------------- | ----- | --------------------------- |
| 17 | Francia (bandiera)        | A     | Myziane Maolida             |
| 17 | Francia (bandiera)        | A     | Lenny Pintor                |
| 18 | Francia (bandiera)        | A     | Nabil Fekir (capitano)      |
| 19 | Francia (bandiera)        | A     | Amine Gouiri                |
| 20 | Brasile (bandiera)        | D     | Fernando Marçal             |
| 22 | Francia (bandiera)        | D     | Ferland Mendy               |
| 23 | Paesi Bassi (bandiera)    | D     | Kenny Tete                  |
| 24 | Spagna (bandiera)         | C     | Pape Cheikh Diop            |
| 25 | Lussemburgo (bandiera)    | C     | Christopher Martins Pereira |
| 25 | Francia (bandiera)        | C     | Maxence Caqueret            |
| 26 | Francia (bandiera)        | D     | Oumar Solet                 |
| 27 | Costa d'Avorio (bandiera) | A     | Maxwel Cornet               |
| 28 | Francia (bandiera)        | C     | Tanguy Ndombele             |
| 29 | Francia (bandiera)        | C     | Lucas Tousart               |
| 30 | Francia (bandiera)        | P     | Mathieu Gorgelin            |

## Calciomercato

### Sessione estiva(dal 09/06 al 31/08)
| Acquisti         | Acquisti                    | Acquisti        | Acquisti                          |
| R.               | Nome                        | da              | Modalità                          |
| ---------------- | --------------------------- | --------------- | --------------------------------- |
| D                | Jason Denayer               | Manchester City | definitivo (6,5 milioni €)        |
| D                | Léo Dubois                  |                 | svincolato                        |
| C                | Romain Del Castillo         | Nîmes           | fine prestito                     |
| C                | Olivier Kemen               | Gazélec Ajaccio | fine prestito                     |
| C                | Christopher Martins Pereira | Bourg-en-Bresse | fine prestito                     |
| C                | Tanguy Ndombele             | Amiens          | riscatto cartellino (8 milioni €) |
| A                | Moussa Dembélé              | Celtic          | definitivo (22 milioni €)         |
| A                | Aldo Kalulu                 | Sochaux         | fine prestito                     |
| A                | Jean-Philippe Mateta        | Le Havre        | fine prestito                     |
| A                | Lenny Pintor                | Brest           | definitivo (5 milioni €)          |
| A                | Martin Terrier              | Lilla           | fine prestito                     |
| Altre operazioni |                             |                 |                                   |
| R.               | Nome                        | da              | Modalità                          |
| D                | Tord Johnsen Salte          | Viking          | fine prestito                     |
| D                | Alexandre Roselli           | Alavés          | fine prestito                     |
| D                | Oumar Solet                 | Laval           | riscatto cartellino (500.000 €)   |
| A                | Reo Griffiths               |                 | svincolato                        |

| Cessioni         | Cessioni                    | Cessioni        | Cessioni                    |
| R.               | Nome                        | a               | Modalità                    |
| ---------------- | --------------------------- | --------------- | --------------------------- |
| P                | Lucas Mocio                 |                 | svincolato                  |
| D                | Mouctar Diakhaby            | Valencia        | definitivo (15 milioni €)   |
| D                | Louis Nganioni              |                 | svincolato                  |
| D                | Nicolas N'Koulou            | Torino          | riscattato (3,5 milioni €)  |
| C                | Sergi Darder                | Espanyol        | riscattato (8 milioni €)    |
| C                | Timothé Cognat              | Servette        | prestito                    |
| C                | Romain Del Castillo         | Rennes          | definitivo (2 milioni €)    |
| C                | Willem Geubbels             | Monaco          | definitivo (20 milioni €)   |
| C                | Christopher Martins Pereira | Troyes          | prestito                    |
| C                | Elisha Owusu                | Sochaux         | prestito                    |
| A                | Aldo Kalulu                 | Basilea         | definitivo (2,1 milioni €)  |
| A                | Myziane Maolida             | Nizza           | definitivo (10 milioni €)   |
| A                | Mariano Diaz                | Real Madrid     | definitivo (21,5 milioni €) |
| A                | Jean-Philippe Mateta        | Magonza         | definitivo (8 milioni €)    |
| Altre operazioni |                             |                 |                             |
| R.               | Nome                        | a               | Modalità                    |
| D                | Gédéon Kalulu               | Bourg-en-Bresse | prestito                    |
| D                | Tord Johnsen Salte          | Viking          | definitivo                  |
| D                | Pierre Nouvel               |                 | svincolato                  |
| C                | Mohamed Bahlouli            | Sampdoria       | definitivo                  |

### Sessione invernale(dal 01/01 al 31/01)
| Acquisti         | Acquisti         | Acquisti         | Acquisti         |
| R.               | Nome             | da               | Modalità         |
| Altre operazioni | Altre operazioni | Altre operazioni | Altre operazioni |
| R.               | Nome             | da               | Modalità         |
| ---------------- | ---------------- | ---------------- | ---------------- |

| Cessioni         | Cessioni         | Cessioni         | Cessioni         |
| R.               | Nome             | a                | Modalità         |
| Altre operazioni | Altre operazioni | Altre operazioni | Altre operazioni |
| R.               | Nome             | a                | Modalità         |
| ---------------- | ---------------- | ---------------- | ---------------- |

## Risultati

### Ligue 1

#### Girone d'andata
| Arbitro: | Schneider |

|                      |           |  |
| Traoré 24’ Depay 75’ | Marcatori |  |

| Arbitro: | Buquet |

|               |           |  |
| Chavarría 32’ | Marcatori |  |

| Arbitro: | Delerue |

|                        |           |  |
| Terrier 42’ Traoré 64’ | Marcatori |  |

| Arbitro: | Letexier |

|  |           |                    |
|  | Marcatori | 51’ (aut.) Marcelo |

| Arbitro: | Hamel |

|                                 |           |                     |
| Beauvue 53’ (rig.) Oniangué 73’ | Marcatori | 45’ Fekir 89’ Mendy |

| Arbitro: | Turpin |

|                                            |           |                       |
| Aouar 28’ Traoré 51’, 61’ Fekir 75’ (rig.) | Marcatori | 40’ Thauvin 82’ N'Jie |

| Arbitro: | Miguelgorry |

|  |           |                              |
|  | Marcatori | 16’, 19’ Dembélé 35’ Terrier |

| Arbitro: | Schneider |

|           |           |               |
| Aouar 22’ | Marcatori | 62’ Boschilia |

| Arbitro: | Gautier |

|                                            |           |  |
| Neymar 9’ (rig.) Mbappé 61’, 66’, 69’, 74’ | Marcatori |  |

| Arbitro: | Thual |

|                       |           |  |
| Dembélé 24’ Depay 90’ | Marcatori |  |

| Arbitro: | Buquet |

|           |           |                     |
| López 89’ | Marcatori | 63’ Aouar 87’ Depay |

| Arbitro: | Millot |

|           |           |               |
| Aouar 45’ | Marcatori | 73’ Cornelius |

| Arbitro: | Lesage |

|                        |           |                                     |
| Thuram 22’, 78’ (rig.) | Marcatori | 63’ Aouar 67’, 73’ Depay 84’ Cornet |

| Arbitro: | Gautier |

|             |           |  |
| Denayer 62’ | Marcatori |  |

| Arbitro: | Bastien |

|                   |           |                        |
| Rémy 17’ Pépé 28’ | Marcatori | 63’ Traoré 86’ Dembélé |

| Arbitro: | Hamel |

|  |           |                             |
|  | Marcatori | 41’ Ben Arfa 43’ Siebatcheu |

| Arbitro: | Buquet |

|                        |           |                       |
| Durmaz 12’. 74’ (rig.) | Marcatori | 76’ Dembélé 88’ Fekir |

| Arbitro: | Turpin |

|                              |           |  |
| Aouar 6’ Fekir 34’ Mendy 59’ | Marcatori |  |

| Arbitro: | Letexier |

|             |           |           |
| Aguilar 81’ | Marcatori | 67’ Fekir |

#### Girone di ritorno
| Arbitro: | Millot |

|            |           |               |
| Traoré 70’ | Marcatori | 34’ Chavarría |

| Arbitro: | Bastien |

|             |           |                                |
| Hamouma 21’ | Marcatori | 65’ (rig.) Fekir 90+5’ Dembélé |

| Arbitro: | Miguelgorry |

|  |           |             |
|  | Marcatori | 50’ Denayer |

| Arbitro: | Turpin |

|                              |           |             |
| Dembélé 33’ Fekir 49’ (rig.) | Marcatori | 7’ Di María |

| Arbitro: | Lesage |

|                   |           |  |
| Walter 69’ (rig.) | Marcatori |  |

| Arbitro: | Gautier |

|                       |           |               |
| Terrier 15’ Fekir 35’ | Marcatori | 21’ Eboa Eboa |

| Arbitro: | Millot |

|                              |           |  |
| Gelson M. 18’ Rony Lopes 27’ | Marcatori |  |

| Arbitro: | Leonard |

|                                                        |           |             |
| Depay 10’ Traoré 30’ Fekir 35’ (rig.) Dembélé 67’, 70’ | Marcatori | 15’ Dossevi |

| Arbitro: | Miguelgorry |

|                  |           |                        |
| Ajorque 69’, 70’ | Marcatori | 3’, 51’ (rig.) Dembélé |

| Arbitro: | Turpin |

|                                   |           |                         |
| Terrier 12’ Dembélé 58’ Aouar 86’ | Marcatori | 36’ Mollet 90+1’ Camara |

| Arbitro: | Gautier |

|  |           |             |
|  | Marcatori | 86’ Terrier |

| Arbitro: | Hamel |

|            |           |                                             |
| Terrier 1’ | Marcatori | 3’ Saïd 7’ (aut.) Marcelo 65’ (aut.) Rafael |

| Arbitro: | Brisard |

|                            |           |             |
| Coulibaly 11’ Limbombe 83’ | Marcatori | 41’ Terrier |

| Arbitro: | Millot |

|                       |           |                    |
| Depay 14’ Terrier 39’ | Marcatori | 89’ (aut.) Tousart |

| Arbitro: | Bastien |

|                            |           |                                  |
| Briand 34’ de Préville 38’ | Marcatori | 14’ Depay 67’ Cornet 85’ Dembélé |

| Arbitro: | Turpin |

|                        |           |                      |
| Terrier 11’ Dubois 74’ | Marcatori | 50’ Rémy 69’ Soumaré |

| Arbitro: | Buquet |

|  |           |                             |
|  | Marcatori | 24’, 86’ Cornet 84’ Dembélé |

| Arbitro: | Delerue |

|                                       |           |  |
| Depay 49’, 74’ Cornet 54’ Dembélé 64’ | Marcatori |  |

| Arbitro: | Letexier |

|                           |           |                               |
| Ripart 11’ Bobichon 45+3’ | Marcatori | 6’, 89’ Cornet 90+1’ Ndombele |

### Coppa di Francia

#### Fase a eliminazione diretta
| Arbitro: | Rainville |

|  |           |                       |
|  | Marcatori | 59’ Terrier 77’ Mendy |

| Arbitro: | Brisard |

|  |           |                        |
|  | Marcatori | 28’ Dembélé 35’ Dubois |

| Arbitro: | Schneider |

|           |           |                       |
| Mendy 88’ | Marcatori | 7’ Dembélé 49’ Cornet |

| Arbitro: | Buquet |

|                                  |           |           |
| Denayer 26’ Cornet 49’ Depay 83’ | Marcatori | 77’ Ninga |

| Arbitro: | Bastien |

|                               |           |                                    |
| Traoré 47’ Dembélé 75’ (rig.) | Marcatori | 40’ Niang 55’ André 81’ Bensebaini |

### Coupe de la Ligue

#### Fase a eliminazione diretta
| Arbitro: | Abed |

|                                 |           |                                             |
| Denayer 70’ (aut.) Timité 90+1’ | Marcatori | 20’ (rig.) Dembélé 45+2’ Traoré 60’ Terrier |

| Arbitro: | Turpin |

|            |           |                             |
| Traoré 49’ | Marcatori | 26’ (rig.) Ajorque 52’ Koné |

### Champions League

#### Fase a gironi
| Arbitro: | Orsato |

|           |           |                      |
| Silva 67’ | Marcatori | 26’ Cornet 43’ Fekir |

| Arbitro: | Treimanis |

|                        |           |                        |
| Dembélé 70’ Dubois 72’ | Marcatori | 45’, 55’ Júnior Moraes |

| Arbitro: | Undiano Mallenco |

|                                   |           |                                   |
| Kramarić 33’, 47’ Joelinton 90+2’ | Marcatori | 27’ Traoré 59’ Ndombele 67’ Depay |

| Arbitro: | Makkelie |

|                        |           |                              |
| Fekir 19’ Ndombele 28’ | Marcatori | 65’ Kramarić 90+2’ Kadeřábek |

| Arbitro: | Rocchi |

|                 |           |                        |
| Cornet 55’, 81’ | Marcatori | 62’ Laporte 83’ Agüero |

| Arbitro: | Kuipers |

|                   |           |           |
| Júnior Moraes 22’ | Marcatori | 65’ Fekir |

#### Fase a eliminazione diretta
| Décines-Charpieu 19 febbraio 2019, ore 21:00 CET Ottavi di finale - Andata | Olympique Lione | 0 – 0 referto | Barcellona | Parc OL (57.889 spett.)\| Arbitro: \| Çakır \| |
| Arbitro:                                                                   | Çakır           |               |            |                                                |

| Arbitro: | Marciniak |

|                                                          |           |             |
| Messi 18’ (rig.), 78’ Coutinho 31’ Piqué 81’ Dembélé 86’ | Marcatori | 58’ Tousart |

## Statistiche

### Statistiche di squadra
| Competizione      | Punti | In casa | In casa | In casa | In casa | In casa | In casa | In trasferta | In trasferta | In trasferta | In trasferta | In trasferta | In trasferta | Totale | Totale | Totale | Totale | Totale | Totale | DR  |
| Competizione      | Punti | G       | V       | N       | P       | Gf      | Gs      | G            | V            | N            | P            | Gf           | Gs           | G      | V      | N      | P      | Gf     | Gs     | DR  |
| ----------------- | ----- | ------- | ------- | ------- | ------- | ------- | ------- | ------------ | ------------ | ------------ | ------------ | ------------ | ------------ | ------ | ------ | ------ | ------ | ------ | ------ | --- |
| Ligue 1           | 72    | 19      | 12      | 4       | 3       | 38      | 19      | 19           | 9            | 5            | 5            | 32           | 28           | 38     | 21     | 9      | 8      | 70     | 47     | +23 |
| Coppa di Francia  | -     | 2       | 1       | 0       | 1       | 5       | 4       | 3            | 3            | 0            | 0            | 6            | 1            | 5      | 4      | 0      | 1      | 11     | 5      | +6  |
| Coupe de la Ligue | -     | 1       | 0       | 0       | 1       | 1       | 2       | 1            | 1            | 0            | 0            | 3            | 2            | 2      | 1      | 0      | 1      | 4      | 4      | 0   |
| Champions League  | -     | 4       | 0       | 4       | 0       | 6       | 6       | 4            | 1            | 2            | 1            | 7            | 10           | 8      | 1      | 6      | 1      | 13     | 16     | -3  |
| Totale            | -     | 26      | 13      | 8       | 5       | 50      | 31      | 27           | 14           | 7            | 6            | 48           | 41           | 53     | 27     | 15     | 11     | 98     | 72     | +26 |

### Andamento in campionato
| Giornata  | 1 | 2  | 3 | 4 | 5 | 6 | 7 | 8 | 9 | 10 | 11 | 12 | 13 | 14 | 15 | 16 | 17 | 18 | 19 | 20 | 21 | 22 | 23 | 24 | 25 | 26 | 27 | 28 | 29 | 30 | 31 | 32 | 33 | 34 | 35 | 36 | 37 | 38 |
| --------- | - | -- | - | - | - | - | - | - | - | -- | -- | -- | -- | -- | -- | -- | -- | -- | -- | -- | -- | -- | -- | -- | -- | -- | -- | -- | -- | -- | -- | -- | -- | -- | -- | -- | -- | -- |
| Luogo     | C | T  | C | C | T | C | T | C | T | C  | T  | C  | T  | C  | T  | C  | T  | C  | T  | C  | T  | T  | C  | T  | C  | T  | C  | T  | C  | T  | C  | T  | C  | T  | C  | T  | C  | T  |
| Risultato | V | P  | V | P | N | V | V | N | P | V  | V  | N  | V  | V  | N  | P  | N  | V  | N  | N  | V  | V  | V  | P  | V  | P  | V  | N  | V  | V  | P  | P  | V  | V  | N  | V  | V  | V  |
| Posizione | 6 | 10 | 4 | 8 | 7 | 6 | 2 | 5 | 6 | 5  | 4  | 4  | 4  | 2  | 3  | 4  | 3  | 3  | 3  | 3  | 3  | 3  | 3  | 3  | 3  | 3  | 3  | 3  | 3  | 3  | 3  | 3  | 3  | 3  | 3  | 3  | 3  | 3  |

Fonte:  Classements, su lfp.fr, LFP.
Legenda:

Luogo: C = Casa; T = Trasferta. Risultato: R = Rinviata; V = Vittoria; N = Pareggio; P = Sconfitta.

### Statistiche dei giocatori
| Giocatore          | Ligue 1  | Ligue 1 | Ligue 1     | Ligue 1    | Coppa di Francia Coupe de la Ligue | Coppa di Francia Coupe de la Ligue | Coppa di Francia Coupe de la Ligue | Coppa di Francia Coupe de la Ligue | Champions League | Champions League | Champions League | Champions League | Totale   | Totale | Totale      | Totale     |
| Giocatore          | Presenze | Reti    | Ammonizioni | Espulsioni | Presenze                           | Reti                               | Ammonizioni                        | Espulsioni                         | Presenze         | Reti             | Ammonizioni      | Espulsioni       | Presenze | Reti   | Ammonizioni | Espulsioni |
| ------------------ | -------- | ------- | ----------- | ---------- | ---------------------------------- | ---------------------------------- | ---------------------------------- | ---------------------------------- | ---------------- | ---------------- | ---------------- | ---------------- | -------- | ------ | ----------- | ---------- |
| H. Aouar           | 37       | 7       | 2           | 0          | 2+1                                | 0                                  | 0                                  | 0                                  | 7                | 0                | 1                | 0                | 47       | 7      | 3           | 0          |
| M. Caqueret        | -        | -       | -           | -          | 2+0                                | 0                                  | 0                                  | 0                                  | -                | -                | -                | -                | 2        | 0      | 0           | 0          |
| M. Cornet          | 27       | 7       | 2           | 0          | 4+0                                | 2+0                                | 0                                  | 0                                  | 5                | 3                | 0                | 0                | 36       | 12     | 2           | 0          |
| M. Dembélé         | 32       | 15      | 1           | 0          | 5+2                                | 2+1                                | 1+0                                | 0                                  | 6                | 1                | 1                | 0                | 45       | 19     | 3           | 0          |
| J. Denayer         | 32       | 2       | 2           | 0          | 4+2                                | 1+0                                | 0                                  | 0                                  | 8                | 0                | 1                | 0                | 46       | 3      | 3           | 0          |
| M. Depay           | 37       | 10      | 5           | 0          | 2+1                                | 1+0                                | 0                                  | 0                                  | 8                | 1                | 0                | 0                | 48       | 12     | 5           | 0          |
| P. Diop            | 12       | 0       | 3           | 0          | 4+2                                | 0                                  | 0                                  | 0                                  | 5                | 0                | 0                | 0                | 23       | 0      | 3           | 0          |
| L. Dubois          | 25       | 1       | 1           | 0          | 3+1                                | 1+0                                | 1+0                                | 0                                  | 5                | 1                | 1                | 0                | 34       | 3      | 3           | 0          |
| N. Fekir           | 30       | 9       | 5           | 0          | 4+1                                | 0                                  | 0                                  | 0                                  | 6                | 3                | 3                | 0                | 41       | 12     | 8           | 0          |
| J. Ferri           | 4        | 0       | 0           | 0          | -                                  | -                                  | -                                  | -                                  | 1                | 0                | 0                | 0                | 5        | 0      | 0           | 0          |
| M. Gorgelin        | 4        | -5      | 0           | 0          | 0+2                                | -4                                 | 0                                  | 0                                  | 1                | -3               | 0                | 0                | 7        | -12    | 0           | 0          |
| A. Gouiri          | -        | -       | -           | -          | -                                  | -                                  | -                                  | -                                  | -                | -                | -                | -                | -        | -      | -           | -          |
| O. Kemen           | -        | -       | -           | -          | -                                  | -                                  | -                                  | -                                  | -                | -                | -                | -                | -        | -      | -           | -          |
| A. Lopes           | 34       | -42     | 0           | 0          | 5+0                                | -5                                 | 0                                  | 0                                  | 8                | -13              | 0                | 0                | 47       | -60    | 0           | 0          |
| M. Maolida         | -        | -       | -           | -          | -                                  | -                                  | -                                  | -                                  | -                | -                | -                | -                | -        | -      | -           | -          |
| F. Marçal          | 12       | 0       | 2           | 0          | 4+2                                | 0                                  | 1+1                                | 1+0                                | 3                | 0                | 2                | 0                | 21       | 0      | 6           | 1          |
| Marcelo            | 33       | 0       | 6           | 0          | 4+1                                | 0                                  | 0                                  | 0                                  | 7                | 0                | 0                | 0                | 45       | 0      | 6           | 0          |
| Mariano            | 3        | 0       | 0           | 0          | -                                  | -                                  | -                                  | -                                  | 1                | 0                | 0                | 0                | 4        | 0      | 0           | 0          |
| C. Martins Pereira | 0        | 0       | 0           | 0          | -                                  | -                                  | -                                  | -                                  | -                | -                | -                | -                | 0        | 0      | 0           | 0          |
| F. Mendy           | 30       | 2       | 2           | 0          | 4+2                                | 1+0                                | 0                                  | 0                                  | 8                | 0                | 1                | 0                | 44       | 3      | 3           | 0          |
| J. Morel           | 12       | 0       | 4           | 0          | 1+0                                | 0                                  | 0                                  | 0                                  | 1                | 0                | 1                | 0                | 14       | 0      | 5           | 0          |
| O. Ndiaye          | -        | -       | -           | -          | 0                                  | 0                                  | 0                                  | 0                                  | -                | -                | -                | -                | 0        | 0      | 0           | 0          |
| T. Ndombele        | 34       | 1       | 3           | 0          | 5+2                                | 0                                  | 0                                  | 0                                  | 8                | 2                | 0                | 0                | 49       | 3      | 3           | 0          |
| L. Pintor          | 1        | 0       | 0           | 0          | 1+0                                | 0                                  | 0                                  | 0                                  | -                | -                | -                | -                | 2        | 0      | 0           | 0          |
| A. Raccioppi       | 0        | -0      | 0           | 0          | 0                                  | -0                                 | 0                                  | 0                                  | -                | -                | -                | -                | 0        | -0     | 0           | 0          |
| Rafael             | 18       | 0       | 4           | 1          | -                                  | -                                  | -                                  | -                                  | 2                | 0                | 0                | 0                | 20       | 0      | 4           | 1          |
| O. Solet           | 1        | 0       | 1           | 0          | 1+1                                | 0                                  | 1+0                                | 0                                  | 1                | 0                | 0                | 0                | 4        | 0      | 2           | 0          |
| M. Terrier         | 32       | 9       | 2           | 0          | 5+2                                | 1+1                                | 0+1                                | 0                                  | 3                | 0                | 0                | 0                | 42       | 11     | 3           | 0          |
| K. Tete            | 13       | 0       | 1           | 0          | 2+2                                | 0                                  | 1+0                                | 0                                  | 3                | 0                | 1                | 0                | 20       | 0      | 3           | 0          |
| L. Tousart         | 30       | 0       | 6           | 2          | 4+1                                | 0                                  | 1+0                                | 0                                  | 7                | 1                | 0                | 0                | 42       | 1      | 7           | 2          |
| B. Traoré          | 34       | 7       | 5           | 0          | 4+2                                | 1+2                                | 0                                  | 0                                  | 8                | 1                | 1                | 0                | 48       | 11     | 6           | 0          |
| M. Yanga-Mbiwa     | -        | -       | -           | -          | -                                  | -                                  | -                                  | -                                  | -                | -                | -                | -                | -        | -      | -           | -          |